# Wikipédia en lak
Wikipédia en lak (en gan : Лакку мазрал Википедия [Lak:u mazral Vikipedia]) est l’édition de Wikipédia en lak, langue nakho-daghestanienne parlée au Daghestan en Russie. L'édition est lancée en septembre 2006 et dans les faits en décembre 2006,,. Son code est : lbe.
Au 21 mars 2025, l'édition en lak contient 1 265 articles et compte 9 090 contributeurs, dont 12 contributeurs actifs et 2 administrateurs.

## Présentation

Aire de diffusion du lak au sein des langues caucasiennes.

## Statistiques
- Le 12 mars 2015, l'édition en lak compte 1 204 articles et 4 439 utilisateurs enregistrés[5], ce qui en fait la 227e[6] édition linguistique de Wikipédia par le nombre d'articles et la 242e[7] par le nombre d'utilisateurs enregistrés, parmi les 287 éditions linguistiques actives.
- Le 11 octobre 2022, elle contient 1 264 articles et compte 7 873 contributeurs, dont 10 contributeurs actifs et 2 administrateurs.
- Le 27 septembre 2024, elle contient 1 277 articles et compte 8 859 contributeurs, dont 8 contributeurs actifs et 1 administrateur.